# Sufetula grumalis
Sufetula grumalis là một loài bướm đêm trong họ Crambidae.